# Бечаснов Володимир Олександрович

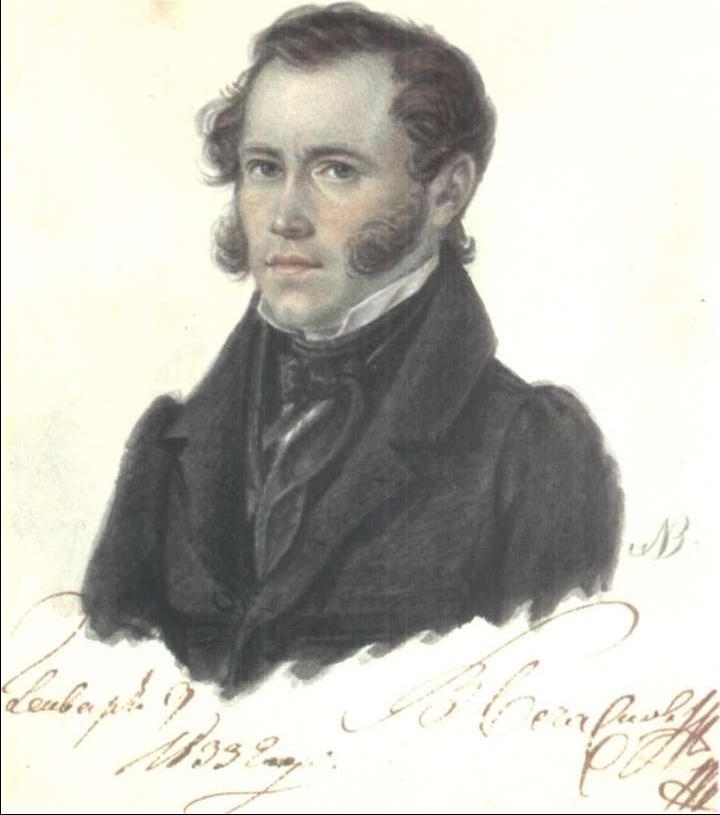
Бечаснов В.О. 1839 рік. Акварель Бестужева.

Бечаснов (Бечасний) Володимир Олександрович (1802 — 11 жовтня 1859) —  декабрист, член  Товариства об'єднаних слов'ян, прапорщик 8 артилерійської бригади.

## Біографія
З  дворян  Рязанської губернії. Батько — Олександр Миколайович Бечаснов, майор, згодом чиновник 8 класу (помер до 1826 року); мати — Надія Іванівна NN, в 1826 році жила в  Кременчуці. Виховувався в Рязанському повітовому училищі і губернської гімназії (курсу не закінчив). Син бідного чиновника, насилу отримав можливість навчатися в Кадетському корпусі. Унтер-офіцер — 23 січня 1820 року, випущений прапорщиком і призначений в другу легку роту 8 артилерійської бригади — 30 січня 1821 року . 
Член  Товариства об'єднаних слов'ян з (1823) року. Бечаснов виявився одним з самих радикальних членів  Товариства об'єднаних слов'ян і  Південного товариства. Він знав про намір ввести  республіку з винищенням всієї імператорської родини, був на всіх нарадах  слов'ян, клявся приготувати війська до повстання в 1826 році для введення конституції. Входив до числа членів Товариства об'єднаних слов'ян , які були призначені для замаху на  Олександра I.
Наказ про арешт — 20 січня 1826 року, заарештований — 24 січня, доставлений з Житомира до Петербурга на головну гауптвахту — 3 лютого 1826 року, переведений 4 лютого 1826 року в  Петропавловську фортецю.
Засуджений за I розряду і по конфірмації 10 липня 1826 року засуджений до каторжних робіт довічно, термін скорочений до 20 років — 22 серпня 1826 року. Відправлений у  Свартгольмскую фортецю — 25 липня 1826 року, відправлений до Сибіру — 17 червня 1827 року,  доставлений до  Читинського острогу - 15 серпня 1827 року, прибув до  Петровський завод у вересні 1830 року, термін каторги скорочений до 15 років - 8 листопада 1832 року і до 13 років — 14 грудня 1835 року. Серед в'язнів  Читинського острогу і Петровського заводу був одним з самих нужденних. З 1827 року по 1833 рік родичи надіслали Бечаснову всього 50 рублів 28 копійок. Порятунком для нього була  господарська артіль, заснована декабристами ще в  Читинському острозі. Після закінчення терміну покарання указом від 10 липня 1839 року звернений на поселення в с. Смоленщина Жілкінскої волості  Іркутської губернії, прибув туди — 16 серпня 1839 року. Після амністії 26 серпня 1856 року залишився в Сибіру, жив і помер в Іркутську, похований у Знам'янському монастирі. 
Дружина (з 1846 року) — сибірська селянка Ганна Пахомівна Кичигіна (померла у 1900 році).